# Maryse Condé
Maryse Condé, ursprungligen Marise Liliane Appoline Boucolon, född 11 februari 1934 i Pointe-à-Pitre på Guadeloupe i Franska Västindien, död 2 april 2024 i Apt i Vaucluse, var en guadeloupisk författare. Hon tillbringade delar av livet i Afrika men bodde sedan 1970-talet i Frankrike.
Condé slog igenom internationellt 1985 med Ségou: Les Murailles de terre (i svensk översättning av Svante Hansson 1989 med titlen Segu: murar av lera). Hon har räknats som ett av de främsta litterära namnen i den karibiska litteraturen, liksom en av de viktigaste rösterna i den franskspråkiga postkolonialismen.

## Biografi
Maryse Condé kom till Paris som 16-åring för att studera. Där gifte hon sig 1959 med en skådespelare från Guinea och flyttade med honom till Afrika. Hon undervisade i bland annat Guinea, Senegal och Ghana och var verksam i kampen mot kolonialismen.
1973 flyttade hon tillbaka till Paris, där hon sammanställde sin doktorsavhandling om stereotyper i Antillernas litteratur. Hon började under dessa år skriva dramatik och fick 1976 sin första roman utgiven.
Condé slog igenom 1985 med Ségou: Les Murailles de terre (översatt till svenska som Segu: murar av lera), en släktkrönika från ett animistiskt samhälle på 1800-talet i nuvarande Mali. Fyra år senare kom Traversée de la mangrove (svenska: Färden genom mangroven), ett porträtt med både svärta och ömhet om sin hemö Guadeloupe.
2000 kom Célanire cou-coupé (svenska: Celanire). Denna historia, placerad i Elfenbenskusten tidigt 1900-tal, präglas av magisk realism. En attendant la montée des eaux (svenska: Tills vattnet stiger) från 2010 är en skildring av följderna av kolonialismen, i ett Afrika av idag där korruption och brottslighet är utbrett. Självbiografin La Vie sans fards (svenska: Livet utan masker) publicerades 2012.
L'Évangile du nouveau monde (2021; på svenska Nya världens evangelium) utgavs 2021. Boken är en skröna kring kärlek och ursprung, och handlingen är förlagd till en ö i Karibien.
Condé undervisade vid avdelningen för franskspråkig karibisk litteratur vid Columbia University i New York fram till 2002. Tidskriften Karavan 2007:3 har Maryse Condé och hennes författarskap som tema.

### Verk (blandat)
- Dieu nous l'a donné (1972), pjäs i fem akter
- Mort d'Oluwémi d'Ajumako (1973), pjäs i fyra akter
- Stéréotype du noir dans la littérature antillaise : Guadeloupe-Martinique (1976)
- La Civilisation du bossale : réflexions sur la littérature orale de la Guadeloupe et de la Martinique (1978)
- La Parole des femmes : essai sur les romancières des Antilles de langue française (1979)
- Haïti chérie (1986; nyutgåva som Rêves amers, 2005)
- En attendant le bonheur (1988)
- Pension Les Alizés (1988)
- Hugo le terrible (1989)
- Quet de voix pour Guy Tirolien, skriven med Alain Rutil (1990) OCLC 24289054
- Haïti chérie (1991)
- Hugo le terrible (1998)
- Le Cœur à rire et à pleurer : contes vrais de mon enfance (1999)
- Rêves amers (2001)
- La Planète Orbis (2002)
- À la courbe du Joliba (2006)
- Uliss et les chiens (2006)
- Victoire, les saveurs et les mots : récit (2006)
- Comme deux frères (2007), teaterbearbetning
- Chiens fous dans la brousse (2008)
- Savannah blues (2008)
- Conte cruel (2009)
- La Vie sans fards (2012)
  - Livet utan masker (2014). Översättning: Helena Böhme. (svenska)
- La Belle et la Bête : une version guadeloupéenne (2013)
- Mets et merveilles (2015)

### Romaner
- Hérémakhonon (1976; nyutgåva som En attendant le bonheur, 1988)
- Une saison à Rihata (1981)
- Ségou, del 1: Les Murailles de terre (1984)
  - Segu: murar av lera (1989, 2008). Översättning: Svante Hansson. (svenska)
- Ségou, del 2: La Terre en miettes (1985)
- Pays mêlé, suive de Nanna-ya (1985)
- Moi, Tituba sorcière (1986)
- La Vie scélérate (1987)
- Traversée de la mangrove (1989)
  - Färden genom mangroven (2007). Översättning: Helena Böhme. (svenska)
- Les Derniers Rois mages (1992)
- La Colonie du Nouveau Monde (1993)
- La Migration des cœurs (1995)
- Desirada (1997)
  - Desirada (2009). Översättning: Helena Böhme. (svenska)
- Célanire cou-coupé (2000)
  - Célanire (2017). Översättning: Kristina Ekelund. (svenska)
- La Belle Créole (2001)
- Histoire de la femme cannibale (2005)
- Les Belles Ténébreuses (2008)
- En attendant la montée des eaux (2010)
  - Tills vattnet stiger (2011). Översättning: Helena Böhme. (svenska)
- Le Fabuleux et triste destin d’Ivan et d’Ivana (2017)
- L'Évangile du nouveau monde (2021)
  - Nya världens evangelium (2022). Översättning: Ulla Linton. (svenska)

### Teateruppsättningar
- Dieu nous l’a donné, Pierre Jean Oswald (1972)
- Mort d’Oluwémi d’Ajumako, Pierre Jean Oswald, Paris (1973)
- Le Morne de Massabielle, Théâtre des Hauts de Seine, Puteaux (1974)
- Pension les Alizés, Mercure, Paris (1988)
- An Tan Revolisyon, Conseil Régional, Guadeloupe (1989)
- Comédie d’amour, Théâtre Fontaine, Paris (1993)
- Comme deux frères, Lansman, Paris (2007)
- La Faute à la vie, Lansman, Paris (2009)
- An tan révolisyon : elle court, elle court la liberté (2015)

### Barn- och ungdomsböcker
- Haïti chérie, Bayard, Paris (1991)
- Hugo le terrible, Sépia, Paris (1991)
- La Planète Orbis Jasor, Pointe-à-Pitre (2002)
- Savannah blues, i: Je Bouquine #250 (2004)
- Chiens fous dans la brousse, i: Je Bouquine (2006)
- À la courbe du Joliba, Grasset-Jeunesse, Paris (2006)
  - Där Joliba gör en krök (2007). Översättning: Gunnel von Friesen. (svenska)
- Conte cruel, Mémoire d'encrier, Montréal (2009)

## Utmärkelser (urval)
- Ordre des Arts et des Lettres (2001[8])

- Hederslegionen (2004,[9] 2014[10])
- Ordre national du Mérite (2007,[11] 2011,[12] 2019[13])
- Den nya akademiens litteraturpris (2018)[14]